# 埼玉県立川口高等学校
埼玉県立川口高等学校（さいたまけんりつかわぐちこうとうがっこう）は、埼玉県川口市新井宿諏訪山（すわやま）にある全日制普通科、男女共学の高等学校。なお川口市立川口高等学校は別の高等学校である。
基本的な通称「川高（かわたか）」。
諏訪山（すわやま）という山の上に学校が建てられている。文化祭は、「諏訪山祭」という。

## 概要
2年次より文系・理系にわかれる。
学校行事では「長距離走大会」があり、荒川彩湖公園で行われる。湖畔の周回コースを男子は4周（19.5km）、女子は3周（14.4km）し、個人対抗のほか、順位点の合計によりクラス対抗でも競われる。

## 沿革
- 1941年4月1日 - 埼玉県川口市立川口中学校が開校。
- 1948年4月1日 - 学制改革により埼玉県川口市立川口高等学校となる。
- 1951年2月15日 - 埼玉県に移管、埼玉県立川口高等学校に改称。
- 1997年4月1日 - 以前は男子校であったが、男女共学を実施。

## 教育目標
個人の尊厳を基盤として豊かな知性と教養を育み、自ら生きる力を培うとともに、日本文化の伝統を守り、平和的な国家及び国際社会に貢献できる人材を育成する。

## クラブ
ウエイトリフティング部はインターハイや全国大会に出場している。その他、書道部も活発。

野球部は、2018年の「第100回全国高等学校野球選手権記念南埼玉大会」で初めて決勝に進出し、準優勝となった。
- 運動部

剣道部、山岳部、柔道部、卓球部、野球部、陸上部、ウエイトリフティング部、サッカー部、硬式テニス部（男・女）、バスケットボール部（男・女）、バドミントン部（男・女）、バレーボール部（女）、ラグビー部 　　
- 文化部

英語部、演劇部、写真部、吹奏楽部、書道部、美術部、文芸部、放送部、サイエンス部、華道部、軽音楽部
- 同好会

囲碁・将棋、茶道、ボランティア
※バレーボール部は女子のみで、男子バレーボール部はない。プール施設は校内にあるが水泳部がなく、ソフトボール部もない。

※フォークソング同好会は2022年4月から軽音楽部に名称を変更。

## 著名な出身者
- 井田國彦 - 俳優・演出家
- 堺勝朗 - 俳優（旧制中学校、中途退学）
- 螢雪次朗 - 俳優
- 安部紀克 - 芸人（納言）
- 横山謙三 - 元サッカー選手（三菱重工所属）、指導者、元サッカー日本代表、メキシコ五輪銅メダリスト
- 高橋武夫 - 元サッカー選手（古河電工、東芝所属）、指導者、元サッカー日本代表
- 小田原豊 - ミュージシャン（元レベッカメンバー ドラム）
- 知久寿焼 - ミュージシャン（元たまメンバー ボーカル、ギター）
- 吉沢康一 - スポーツライター
- 小林憲幸 - プロ野球選手（元愛媛マンダリンパイレーツ投手）
- 金子元紀 - ラグビー選手
- 二代目柳家平和 - 落語家
- 鈴木友梨 - 女優
- 佐々木義人 - 元プロレスラー
- 新藤孝衛 - 映画監督
- 高山信雄 - 英文学者、大正大学名誉教授

## 交通
- 埼玉高速鉄道新井宿駅下車徒歩8分・鳩ヶ谷駅下車徒歩15分